# District Adlerski

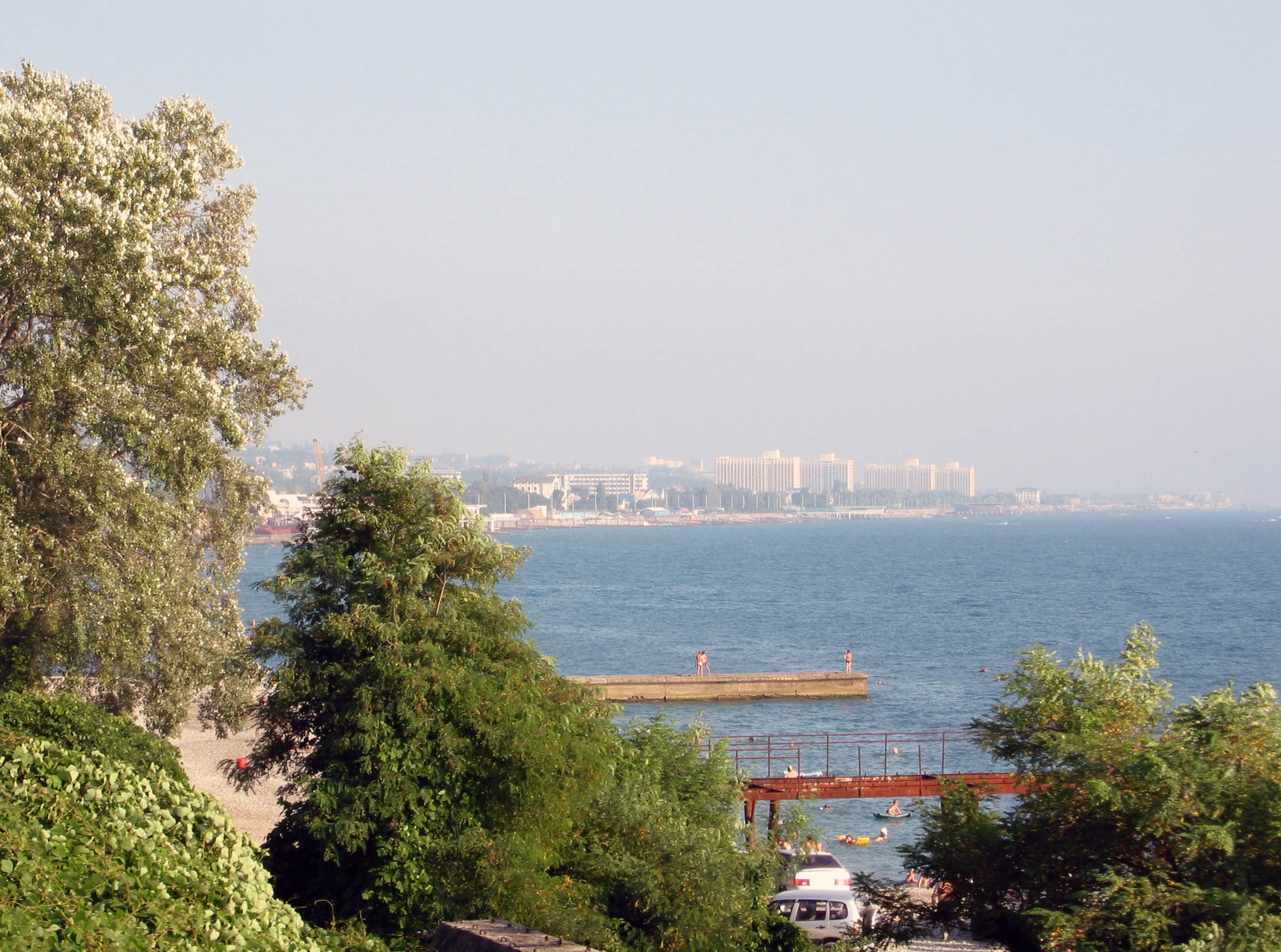
Gezicht vanaf het strand van Chosta op een deel van het stedelijk gebied van Adler

District Adlerski (Russisch: Адлерский район; [Adlerski rajon]) is het zuidelijkste van de vier bestuurlijke districten (rajon) van de Russische bestuurlijke regio Sotsji. Het kustgebied is daarmee een deel van de  badplaats/agglomeratie Groot-Sotsji.
Het district ligt aan de grens met Abchazië aan de Zwarte Zee tussen de rivier de Koedepsta en de grensrivier Psou. De Mzymta doorsnijdt het district.
Het district omvat onder andere de voormalige plaats Adler (nu een microdistrict), die het historisch centrum van het district vormt; een aantal bergaoels; en de wintersportplaats Krasnaja Poljana en het dorp Esto-Sadok. De dorpen buiten de stedelijke grens zijn onderverdeeld in drie plattelandsdistricten (Koedepstinski, Moldovski en Nizjnesjilovski) en 1 dorpsdistrict (Krasnopoljanski).
Het district grenst in het westen aan het district Chostinski. In het district bevinden zich de internationale luchthaven Adler-Sotsji, het spoorstation Adler en het spoorwagondepot van Adler.
In het district werden de Olympische Winterspelen 2014 gehouden.

## Locatie binnen de bestuurlijke regio Sotsji
1. Tsentralny (de eigenlijke plaats Sotsji)
2. Chostinski
3. Lazarevski
4. Adlerski

## Microdistricten
Het district omvat een aantal microdistricten (stadsblokken) en dorpen:
- Achsjtyr (Ахштырь)
- Adler (Адлер)
- Aibga (Аибга)
- Blinovo (Блиново)
- Esto-Sadok (Эсто-Садок)
- Galitsyno (Галицыно)
- Goloebye Dali (Голубые Дали)
- Jermolovka (Ермоловка)
- Kamenka (Каменка)
- Kasjtany (Каштаны)
- Kazatsjny Brod (Казачий Брод)
- Kepsja (Кепша)
- Koerortny Gorodok (Курортный Городок)
- Krasnaja Poljana (Красная Поляна)
- Krasnaja Volja (Красная Воля)
- Lesnoje (Лесное)
- Lipniki (Липники)
- Moldovka (Молдовка)
- Monastyr (Монастырь)
- Nizjneimeretinskaja Boechta (Нижнеимеретинская Бухта)
- Nizjnjaja Sjilovka (Нижняя Шиловка)
- Orjol-Izoemroed (Орёл-Изумруд)
- Pervinka (Первинка)
- Primernoje (Примерное)
- Sotsjializm (Социализм)
- Tsjeresjnja (Черешня)
- Tsjerjomoesjki (Черёмушки)
- Verchnjaja Sjilovka (Вехняя Шиловка)
- Vesjoloje (Весёлое)
- Vorontsovka (Воронцовка)
- Vysokoje (Высокое)